# Moutiers, Eure-et-Loir
Moutiers är en kommun i departementet Eure-et-Loir i regionen Centre-Val de Loire strax norr om centrala Frankrike. Kommunen ligger i kantonen Voves som tillhör arrondissementet Chartres. År 2022 hade Moutiers 243 invånare.

## Befolkningsutveckling
Antalet invånare i kommunen Moutiers
Referens:INSEE